# Греблово
Гребло́во (фин. Nikoditsan Grebla) — деревня в Клопицком сельском поселении Волосовского района Ленинградской области.

## История
Впервые упоминается в Писцовой книге Водской пятины 1500 года как деревня Греблец в Ильинском Заможском погосте Копорского уезда.
Затем как пустошь Greblo Ödhe в Заможском погосте в шведских «Писцовых книгах Ижорской земли» 1618—1623 годов.
Обозначена на карте Ингерманландии А. И. Бергенгейма, составленной по материалам 1676 года, как деревня Greblowa.
Как деревня Грябла — на «Географическом чертеже Ижорской земли» Адриана Шонбека 1705 года.
Деревня являлась вотчиной императора Александра I из которой в 1806—1807 годах были выставлены ратники Императорского батальона милиции.

ГРЕБЛОВА — деревня принадлежит государю великому князю Михаилу Павловичу, число жителей по ревизии: 53 м. п., 52 ж. п. (1838 год)

На карте Ф. Ф. Шуберта 1844 года упомянута как деревня Греблова.
На этнографической карте Санкт-Петербургской губернии П. И. Кёппена 1849 года она обозначена как деревня «Grebla», расположенная в ареале расселения савакотов. В пояснительном тексте к этнографической карте она записана как деревня Nikoditz Grebla (Греблово, Греблова) и указано количество её жителей на 1848 год: савакотов — 53 м. п., 51 ж. п., всего 104 человека.

ГРЕБЛОВА — деревня Ораниенбаумского дворцового правления, по просёлочной дороге, число дворов — 20, число душ — 54 м. п. (1856 год)

Согласно «Топографической карте частей Санкт-Петербургской и Выборгской губерний» 1860 года, деревня называлась Греблева и состояла из 20 крестьянских дворов.

ГРЕБЛОВО — деревня Ораниенбаумского дворцового ведомства, при колодце, по левую сторону Нарвского шоссе в 58 верстах от Петергофа, число дворов — 23, число жителей: 56 м. п., 62 ж. п. (1862 год)

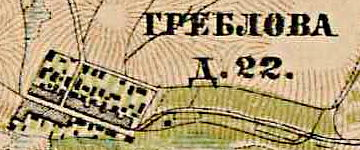
План деревни Греблово. 1885 год

Согласно карте окрестностей Санкт-Петербурга в 1885 году деревня Греблово состояла из 22 крестьянских дворов.
В 1876—1877 годах в 200 метрах к северу от деревни проводились раскопки 72 курганов XIII века.
В конце XIX века деревня административно относилась к Бегуницкой волости 1-го стана Петергофского уезда Санкт-Петербургской губернии, в начале XX века — 2-го стана. Население деревни было однородным — финским.
По данным «Памятной книжки Санкт-Петербургской губернии» за 1905 год Гребловская дача площадью 315 десятин принадлежала герцогам Мекленбург-Стрелицким и принцессе Саксен-Альтенбургской.
К 1913 году количество дворов в деревне увеличилось до 29.
С 1917 по 1922 год в состав Гребловского сельсовета Бегуницкой волости Петергофского уезда входили деревни Старое Греблово и Новое Греблово.
С 1922 года в составе Артюшинского сельсовета.
С 1923 года в составе Троцкого уезда.
С 1926 года в составе Тешковского сельсовета. Согласно данным переписи населения СССР 1926 года в деревне Старое Греблово проживали 92 человека; в деревне Новое Греблово — также 92 человека и на хуторе Красное Греблово — 40 человек. Везде большинство составляли финны, а также присутствовало русское население.
С 1927 года в составе Волосовского района.
С 1928 года вновь в составе Артюшинского сельсовета.
По данным 1933 года существовали три смежных деревни Старое Греблово, Ново-Греблово и Красное Греблово, которые входили в состав Артюшинского сельсовета Волосовского района.
| - План деревни Старое Греблово. 1938 год | - План деревни Новое Греблово | - План деревни Красное Греблово. 1938 год |

Согласно топографической карте 1938 года деревня Старое Греблово насчитывала 26 дворов, Новое Греблово — 14 дворов, Красное Греблово — 3 двора.
В 1940 году население деревень Старое Греблово и Новое Греблово составляло 195 человек.
Деревни были освобождены от немецко-фашистских оккупантов 27 января 1944 года.
С 1954 года в составе Губаницкого сельсовета.
С 1963 года в составе Кингисеппского района.
С 1965 года вновь в составе Волосовского района. В 1965 году население деревень Старое Греблово и Новое Греблово составляло 111 человек.
По данным 1966 года деревни Новое Греблово и Старое Греблово также находились в составе Губаницкого сельсовета.
По данным 1973 года в состав Губаницкого сельсовета входила единая деревня Греблово.
По административным данным 1990 года деревня Греблово входила в состав Клопицкого сельсовета.
В 1997 году в деревне Греблово проживали 16 человек, в 2002 году — 11 человек (русские — 82 %), в 2007 году — 18.

## География
Деревня расположена в северо-восточной части района на автодороге 41К-044 (Каськово — Ольхово).
Расстояние до административного центра поселения — 5,5 км.
Расстояние до ближайшей железнодорожной станции Волосово — 15 км.

## Демография
| 1862 | 2002 | 2007 | 2010 | 2017 |
| ---- | ---- | ---- | ---- | ---- |
| 118  | ↘11  | ↗18  | ↘13  | ↘8   |

### Национальный состав
Согласно данным Всероссийской переписи населения 2021 года в деревне проживали 9 человек, из них:
 русские — 8, армяне — 1 человек.